# Jarszewo
Jarszewo – wieś w Polsce położona w województwie zachodniopomorskim, w powiecie kamieńskim, w gminie Kamień Pomorski.
W latach 1945–54 siedziba gminy Jarszewo. W latach 1954–1972 wieś należała i była siedzibą władz gromady Jarszewo. W latach 1975–1998 miejscowość administracyjnie należała do województwa szczecińskiego.

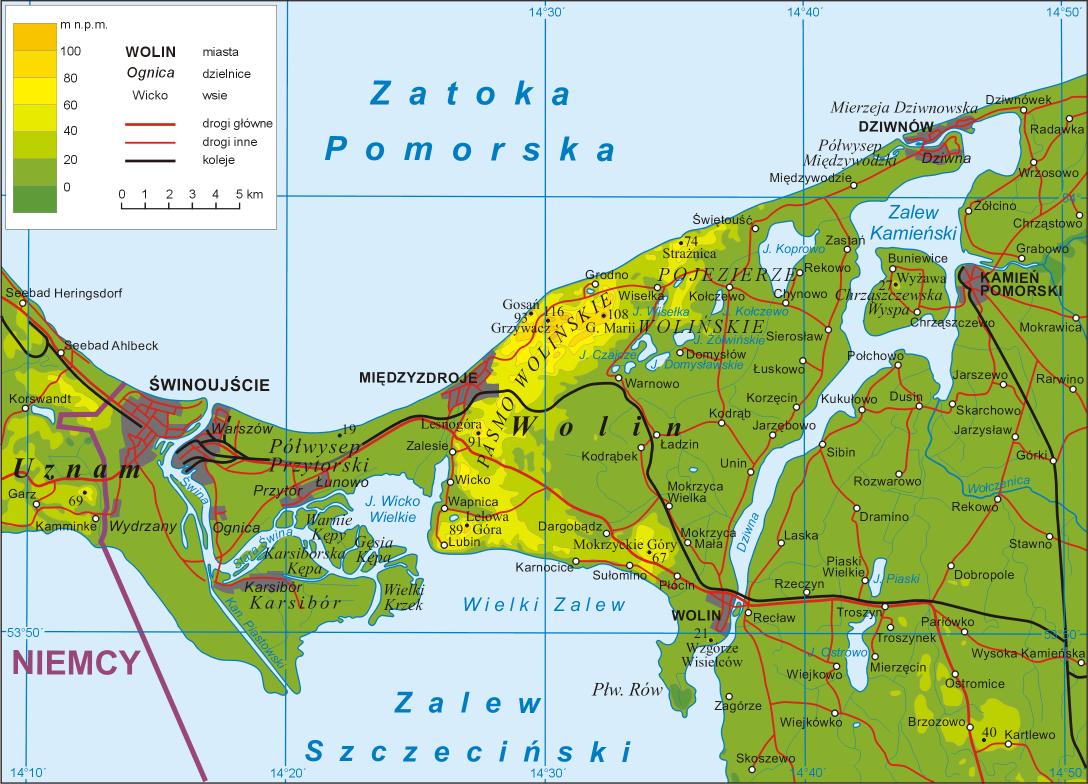
Mapa wyspy Wolin z zaznaczonym Jarszewem

Jarszewo leży około 5 km na południe od Kamienia Pomorskiego i 52 km na północ od Szczecina. We wsi znajduje się przystanek kolejowy Jarszewo, Ochotnicza Straż Pożarna, szkoła podstawowa i działający przy szkole Uczniowski Klub Sportowy "OSP JAR" Jarszewo.

## Atrakcje turystyczne
- Kościół Narodzenia Najświętszej Maryi Panny z XVI wieku, z cennym wyposażeniem z XVII w. Na pseudosklepieniu malowidła Joachima Sellina z XVII wieku. Wystrój renesansowo-barokowy[4].

- Neogotycki budynek z czerwonej cegły z I poł. XIX wieku.
- Stare chałupy wśród pięknych łąk.

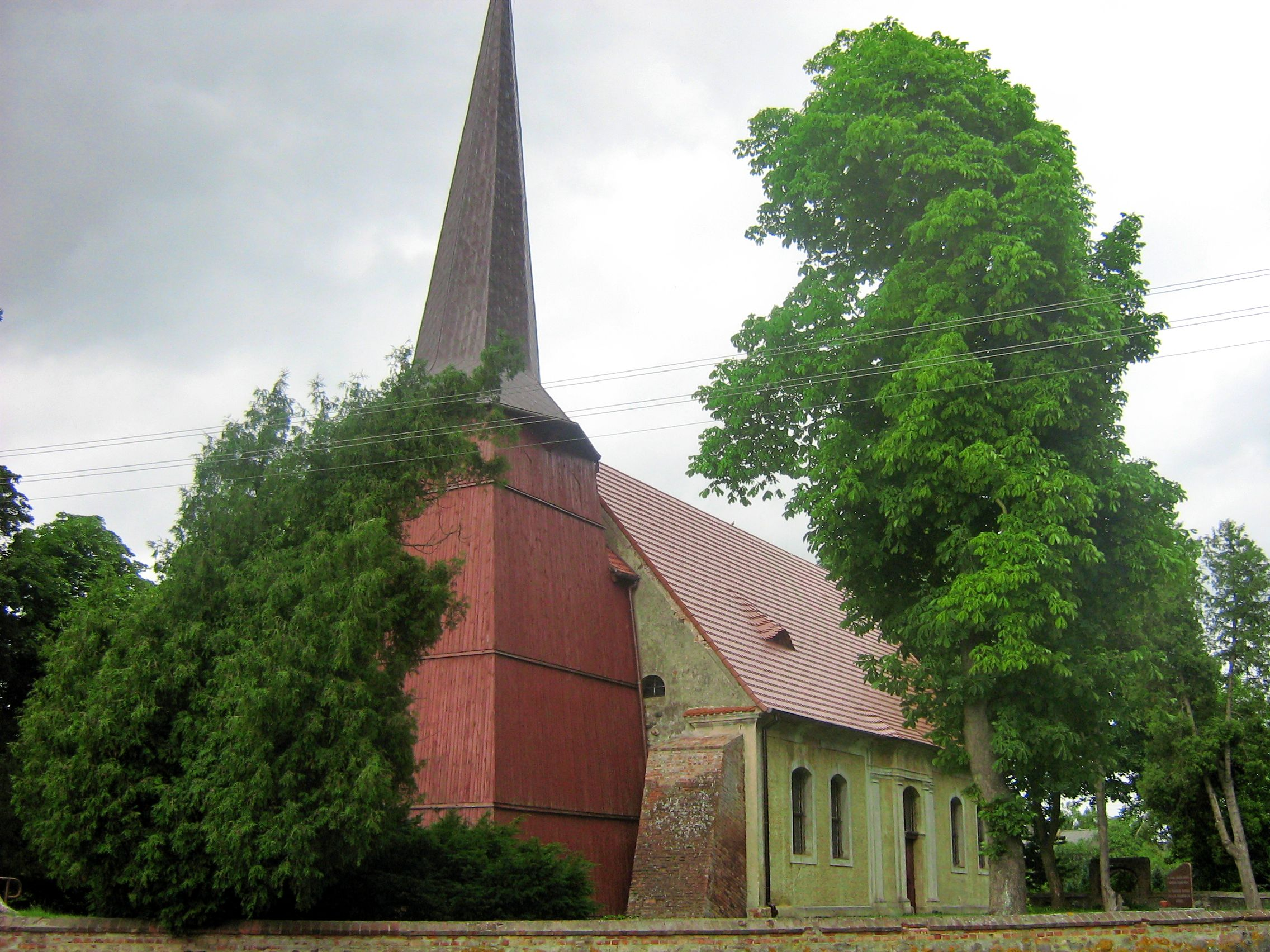
Kościół Narodzenia Najświętszej Maryi Panny w Jarszewie
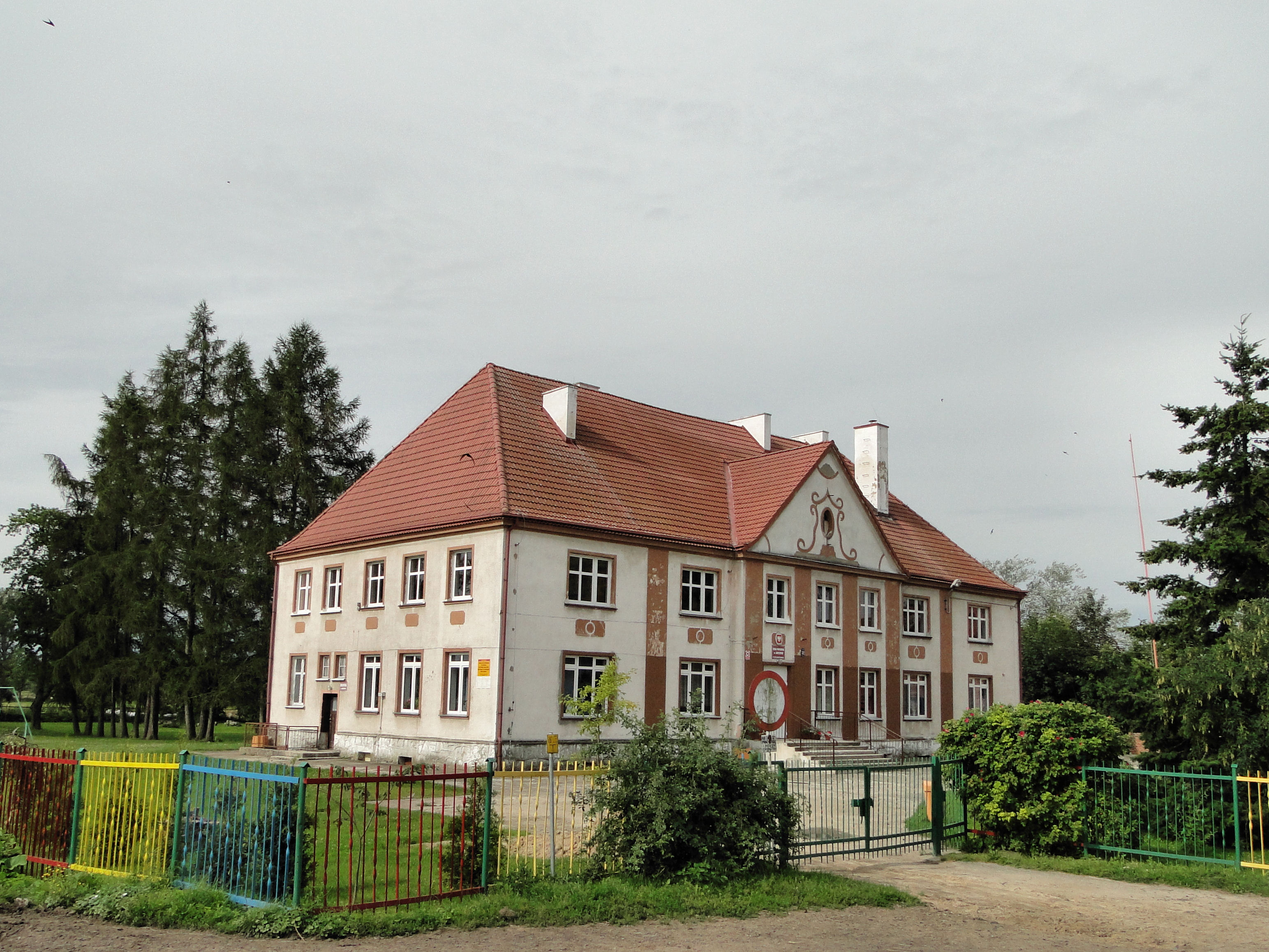
Szkoła w Jarszewie